# 이베리아뒤쥐
이베리아뒤쥐(Sorex granarius)는 땃쥐과에 속하는 포유류의 일종이다. 포르투갈과 스페인에서 발견된다.